# El Hip & el Hop Show
«El Hip & el Hop Show» es un sencillo del grupo de hip hop chileno Tiro de Gracia. Es la cuarta canción de su tercer álbum de estudio Retorno de Misericordia, publicado el 2003. Es cantada por Lenwa Dura, con acompañamientos y una pequeña parte de Juan Sativo, continuando el grupo como dúo, al igual que en sus inicios.
La letra habla sobre la evolución del grupo, diciendo que los que dijeron que Tiro de Gracia había "muerto" estaban muy equivocados. También nombran a miembros de su familia, como la hija de Lenwa y la madre de Juan, diciendo que gracias a ellos ahora están donde están.
Llamó la atención por haber incorporado una apertura musical en el álbum, en esta canción siendo la guajira y la salsa, ritmos latinos utilizados como base, haciéndolo un tema de contexto bailable a diferencia de los otros.
El video musical muestra al grupo en una especie de show, similar a un casino, con bailarines y varios músicos, todos con relación de música salsa.